# Ergi Dini
Ergi Dini, född 15 oktober 1994 i Shkodra, död 21 november 2016 i Blloku i Tirana, var en albansk sångare som vann den tredje upplagan av X Factor Albania i februari 2014. Ergi Dini var bror till den framgångsrika sångerskan Barbana Dini.

## Karriär
Dini föddes i staden Shkodra (Shkodër) vid Shkodrasjön i norra Albanien den 15 oktober 1994. Dini började sjunga som barn, då han deltog i musikfestivaler för barn. Dini studerade vid musikskolan Jordan Misja i Albaniens huvudstad Tirana.
Under 2013 sökte Dini till ett av Albaniens för tiden största musikprogram, X Factor Albania, som sänts sedan 2012. Dini tog sig vidare från tävlingens auditions och uppmärksammades för sin unika röst. I tävlingen fick Dini sångerskan Tuna som mentor. Tuna hade i upplagan innan varit mentor åt den vinnande Shkodrasångerskan Arilena Ara. Dini lyckades ta sig till finalen av tävlingen och sågs inför finalen av många som en stor favorit till att ta hem segern. I finalen ställdes han mot Sarah Memmola och Senad Rrahmani. Dini tog sig vidare i finalen och mötte Senad Rrahmani i huvudfinalen. Där vann han slutligen segern i tävlingen.

## Död
Dini avled i en trafikolycka i Albaniens huvudstad Tirana den 21 november 2016. Han färdades tillsammans med sin vän Kejdi Halili på en motorcykel när de kraschade i stadsdelen Blloku. De fördes till sjukhus där de senare avled.

## Privatliv
Dini kom från staden Shkodra i Shkodër prefektur. Han föddes 1994 och hade en äldre syster, Barbana Dini (född 1987). Barbana är en framgångsrik sångerska som bland annat deltagit i Festivali i Këngës och Kënga Magjike. Till hennes mer kända låtar hör "Hajna Hajna" och "Thrret Prizreni mori Shkodër".